# Глуй
Глуй — річка в Україні, у Таращанському районі Київської області. Ліва притока Киндюхи (басейн Дніпра).

## Опис
Довжина річки приблизно 5 км.

## Розташування
Бере початок на північно-східній стороні від Станишівки. Тече переважно на північний схід через Лук'янівку і в Кислівці впадає в річку Киндюху, праву притоку Росі. 
Річку перетинає автошлях Р04.